# Xã Canoe Creek, Quận Rock Island, Illinois
Xã Canoe Creek (tiếng Anh: Canoe Creek Township) là một xã thuộc quận Rock Island, tiểu bang Illinois, Hoa Kỳ. Năm 2010, dân số của xã này là 711 người.